# Heikki Suhonen
Heikki Suhonen (* 21. Juni 1951 in Turku, Finnland) ist ein ehemaliger finnischer Fußballnationalspieler.

## Laufbahn
Suhonen begann seine Karriere bei Turku PS. 1968 debütierte er in der ersten Liga. 1973 spielte er eine Saison für HJK Helsinki, kehrte dann aber in seinen Heimatort zurück, um wieder für TPS zu spielen. 1986 beendete er seine Fußballerlaufbahn.
Mit 206 Toren in 427 Spielen in der Mestaruussarja ist Suhonen der Rekordtorschütze der ersten finnischen Liga. 1972 und 1979 wurde er jeweils Torschützenkönig.
Suhonen war finnischer Nationalspieler. In 20 Länderspielen konnte er zwei Tore erzielen.

## Erfolge
- Finnischer Meister: 1971, 1972, 1973, 1975
- Finnischer Torschützenkönig: 1972 (16 Tore), 1979 (15 Tore)

| Personendaten    | Personendaten             |
| ---------------- | ------------------------- |
| NAME             | Suhonen, Heikki           |
| KURZBESCHREIBUNG | finnischer Fußballspieler |
| GEBURTSDATUM     | 21. Juni 1951             |
| GEBURTSORT       | Turku, Finnland           |